# Insulinpräparat
Für die Insulintherapie zur Behandlung des Diabetes beim Menschen stehen verschiedene Insulinpräparate zur Verfügung. Dieser Artikel beschreibt, wie die Insulinpräparate beschaffen sind, wie sie hergestellt werden und wie sie wirken.
Über das Hormon Insulin siehe Insulin. Einen Überblick über die Meilensteine der Entwicklung der Insulinpräparate gibt die Geschichte der Diabetologie.
Über 90 % des Weltmarktes für Insulinpräparate teilen sich die Firmen Novo Nordisk, Eli Lilly und Sanofi.

## Injektionslösungen
Die wichtigste Art von Insulinpräparaten sind die Injektionslösungen. Die in den folgenden Abschnitten beschriebenen Insulinsorten werden zwar als Injektionslösungen beschrieben, jedoch gibt es bei der Herstellung der meisten Präparate Zwischenstadien, in denen das Insulin in kristalliner Form vorliegt. Relevanz erhalten diese Zwischenstufen bei der Entwicklung von Präparaten zur Inhalation, die weiter unten beschrieben werden. Die folgende Darstellung der Insulinsorten stellt auch einen chronologischen Ablauf dar.

### Tierische Insuline
Die ersten Insulinpräparate wurden aus den Bauchspeicheldrüsen von Tieren hergestellt. Für mehrere Jahrzehnte war das auch die einzige Quelle für die Insulinproduktion.

#### Canines Insulin
Die ersten Forschungen wurden an Hunden durchgeführt, auch das dafür verwendete Insulin wurde zunächst aus den Bauchspeicheldrüsen von Haushunden hergestellt. Die chemische Struktur des Hundeinsulins ist identisch mit dem des Schweins, des Hasen und des Pottwals. Für die Therapie am Menschen hat Hundeinsulin keine Bedeutung.

#### Bovines Insulin
Die ersten Insulinpräparate, mit denen Menschen behandelt wurden, wurden aus den Bauchspeicheldrüsen von Hausrindern hergestellt. Die Proteinstruktur des Rinderinsulins unterscheidet sich an drei Stellen vom menschlichen Insulin: An der Position B30 findet sich wie beim Schwein die Aminosäure Alanin statt Threonin. In der A-Kette steht an A8 Alanin statt Threonin, an A10 Valin statt Isoleucin.
```
Bovines Insulin

          ┌─────────┐
G-I-V-E-Q-C-C-
A
-S-
V
-C-S-L-Y-Q-L-E-N-Y-C-N
            │                       ┌─┘
F-V-N-Q-H-L-C-G-S-H-L-V-E-A-L-Y-L-V-C-G-E-R-G-F-F-Y-T-P-K-
A
```

#### Porcines Insulin
Bauchspeicheldrüsen von Schweinen waren die zweite Quelle für die Insulinextraktion. Das Schweineinsulin unterscheidet sich nur in einer Aminosäure vom menschlichen Insulin: An der Stelle B30 steht statt Threonin Alanin.
```
Porcines Insulin

          ┌─────────┐
G-I-V-E-Q-C-C-T-S-I-C-S-L-Y-Q-L-E-N-Y-C-N
            │                       ┌─┘
F-V-N-Q-H-L-C-G-S-H-L-V-E-A-L-Y-L-V-C-G-E-R-G-F-F-Y-T-P-K-
A
```

### Biotechnologisch hergestellte Insuline
Die Gewinnung von Insulin aus Tierorganen hat mehrere Nachteile. Daher wurde nach Wegen gesucht, Insulin biotechnologisch herzustellen.

#### Humaninsulin
1976 gelang es den Frankfurter Wissenschaftlern Rainer Obermeier und Rolf Geiger bei der Firma Hoechst erstmals, Schweineinsulin in ein Molekül umzuwandeln, das dem im menschlichen Pankreas produzierten Insulin chemisch gleicht. Da sich Schweineinsulin nur durch eine Aminosäure vom menschlichen Insulin unterscheidet, tauschten die Biochemiker Alanin gegen Threonin aus. Die Firma Hoechst brachte dieses semisynthetische Humaninsulin 1983 erstmals auf den Markt. Der Name ist nicht ganz zutreffend, weil es sich nicht um Insulin aus menschlichen Bauchspeicheldrüsen handelt, sondern um ein chemisch identisches Molekül.

Klonierung eines industriell genutzten GVOs.

Forschern um Arthur Riggs in Kalifornien gelang 1978 (ein Jahr vor der Veröffentlichung), das Insulin-Gen aus menschlichen Zellen zu isolieren, als rekombinante DNA in Plasmide zu klonieren und mittels Gentransfer in das Darmbakterium Escherichia coli einzuschleusen. 1982 konnte man solches Humaninsulin in großen Mengen industriell herstellen, also ohne den Einsatz tierischen Ausgangsmaterials von Schwein oder Rind.
Wegen vermeintlicher Risiken der Gentechnik verweigerte 1984 das hessische Umweltministerium der Firma Hoechst die Betriebserlaubnis einer Versuchsanlage zur Herstellung humanen Insulins mittels Bakterien. Erst 1999 brachte die aus Hoechst hervorgegangene Firma Aventis dieses neue Humaninsulin in den USA auf den Markt.
In der EU zugelassene Injektionslösungen sind Actrapid® und Actraphane® (Novo Nordisk, beide zugelassen am 7. Oktober 2002), Berlinsulin® und Huminsulin® (Eli Lilly and Company, beide zugelassen am 24. September 2015), Insulatard®, Mixtard® und Protaphane® (Novo Nordisk, alle zugelassen am 7. Oktober 2002)
Menscheninsulin unterscheidet sich vom Schweineinsulin bzw. vom Rinderinsulin in einer bzw. drei Aminosäuren.
Die Proteinstruktur des menschlichen Insulins:
```
Humanes Insulin

          ┌─────────┐
G-I-V-E-Q-C-C-T-S-I-C-S-L-Y-Q-L-E-N-Y-C-N
            │                       ┌─┘
F-V-N-Q-H-L-C-G-S-H-L-V-E-A-L-Y-L-V-C-G-E-R-G-F-F-Y-T-P-K-T
```

##### Pumpeninsulin
Velosulin® war ein Humaninsulin, das von Novo Nordisk speziell für die Verwendung in Insulinpumpen entwickelt wurde. Entgegen der für alle anderen Insulinpräparate geltenden Empfehlung, sie bei Kühlschranktemperaturen zu lagern, muss das in der Pumpe mitgeführte Insulin über mehrere Tage bei Umgebungstemperatur seine Wirksamkeit behalten. Hergestellt wurde es gentechnisch aus rekombinanter DNA in Saccharomyces cerevisiae. Hilfsstoffe: Zinkchlorid, Glycerol, m-Kresol, Dinatriumhydrogenphosphat-Dihydrat (als Puffersubstanz), Natriumhydroxid und/oder Salzsäure (zur Einstellung des pH-Wertes), Wasser für Injektionszwecke.
Anfang Mai 2007 wurde Velosulin von Novo Nordisk vom Markt genommen. Ersatzweise wurde die Umstellung auf schnellwirkende Insulinanaloga empfohlen, da diese für eine optimale Blutzuckereinstellung besser geeignet seien und sich als ausreichend stabil zur Verwendung in Insulinpumpen erwiesen hätten.

#### Insulinanaloga
Normal- oder Altinsulin hat gegenüber dem Insulin aus der Bauchspeicheldrüse einen entscheidenden Nachteil: Die Insulinmoleküle sind in Sechsergruppen (Hexamere) angeordnet.
Nach einigen Minuten zerfallen diese in Zweiergruppen (Dimere). Erst wenn diese endgültig in einzelne Moleküle zerfallen sind, wird das Insulin wirksam. Das Insulin in der Bauchspeicheldrüse wird dort zwar auch in Hexameren gespeichert, aber bei Bedarf werden Einzelmoleküle ins Blut entlassen und werden in der Leber innerhalb von Sekunden wirksam.
Daher wurde versucht, Insuline zu finden, die schneller wirksam werden, um damit näher an die Wirkkurve des natürlichen Insulins heranzukommen. Die kurzwirksamen Insulinanaloga fluten rascher an und haben eine kürzere Wirkdauer als Normalinsulin. Ein Vorteil ist der Wegfall der Notwendigkeit von Zwischenmahlzeiten, die bei der Verwendung von Normalinsulin oft notwendig sind, um das Hypoglykämierisiko durch den „Insulinüberhang“ mehrere Stunden nach einer Hauptmahlzeit zu kompensieren.
Eine zweite Forschungsrichtung ist die Entwicklung von Analog-Insulinen, die länger als das NPH-Insulin wirken. Bei beiden Richtungen wird versucht, das Ziel durch die Modifikation der Molekülstruktur zu erreichen.

##### Insulin lispro
Insulin lispro (manchmal auch Lyspro) war das erste Insulin, das dieses Ziel verwirklicht hat.
In der EU zugelassene Injektionslösungen sind Humalog® (zugelassen am 30. April 1996, Eli Lilly and Company), Insulin lispro Sanofi® (zugelassen am 19. Juli 2017, Sanofi) und Lyumjev® (zugelassen am 24. März 2020, Eli Lilly and Company). Seit Ende 2005 bis April 2023 wurde es auch von Berlin-Chemie unter dem Handelsnamen Liprolog® vertrieben.
Beim Insulin lispro sind die Aminosäuren an B28 und B29 vertauscht. Die neue Reihenfolge führt zum Namen.
```
Insulin lispro

          ┌─────────┐
G-I-V-E-Q-C-C-T-S-I-C-S-L-Y-Q-L-E-N-Y-C-N
            │                       ┌─┘
F-V-N-Q-H-L-C-G-S-H-L-V-E-A-L-Y-L-V-C-G-E-R-G-F-F-Y-T-
K-P
-T
```

Die Herstellung erfolgt gentechnisch aus rekombinanter DNA. Als Zusatzstoffe sind m-Kresol, Glycerol, Natriummonohydrogenphosphat, Zinkoxid, Wasser für Injektionszwecke, Natriumhydroxid oder Salzsäure zur pH-Wert-Einstellung beigefügt. Das Präparat ist zur Pumpentherapie zugelassen.
Insulin lispro wird schneller durch das Unterhautfettgewebe transportiert und zerfällt auch schneller in Einzelmoleküle. Dadurch wird ein schnellerer Wirkbeginn und eine kürzere Wirkdauer erreicht. Das Medikament ist verschreibungsfähig.
Das Präparat Lyumjev enthält Insulin lispro und die Hilfsstoffe Citrat und Treprostinil. Diese bewirken einen rascheren Wirkeintritt, indem sie die Permeabilität der Gefäße erhöhen und dadurch das Insulin schneller in die Blutbahn gelangen kann.

##### Insulin aspart
Jenes schnellwirksame Insulinanalogon wurde von Novo Nordisk erstmals auf den Markt gebracht. In der EU zugelassene Injektionslösungen sind Fiasp® (Novo Nordisk, zugelassen am 9. Januar 2017), Insulin aspart Sanofi (Sanofi, zugelassen am 25. Juni 2020), Kirsty® (Novo Nordisk, zugelassen am 5. Februar 2021), NovoMix® (Novo Nordisk, zugelassen am 1. August 2000), NovoRapid® (in manchen Ländern auch unter NovoLog®, Novo Nordisk, zugelassen am 7. September 1999) und Truvelog® (Sanofi, zugelassen am 25. April 2022). An der Position B28 ist Prolin durch Asparaginsäure ersetzt.
```
Insulin aspart

          ┌─────────┐
G-I-V-E-Q-C-C-T-S-I-C-S-L-Y-Q-L-E-N-Y-C-N
            │                       ┌─┘
F-V-N-Q-H-L-C-G-S-H-L-V-E-A-L-Y-L-V-C-G-E-R-G-F-F-Y-T-
D
-K-T
```

Die Herstellung erfolgt gentechnisch aus rekombinanter DNA in Saccharomyces cerevisiae. Zusatzstoffe sind Glycerol, Phenol, m-Kresol, Zinkchlorid, Natriummonohydrogenphosphat, Natriumchlorid, Salzsäure und Wasser für Injektionszwecke.
Das Insulin aspart wirkt fast gleich wie das Insulin lispro und hat eine schnellere Resorption und einen schnelleren Zerfall in Einzelmoleküle als Humaninsulin.
NovoRapid ist als Pumpeninsulin zugelassen. Im Herbst 2006 wurde es von der Europäischen Kommission auch für die Insulintherapie bei schwangeren Frauen zugelassen.

##### Insulin glulisin
Insulin glulisin ist ein schnell wirkendes Analoginsulin. In der EU zugelassene Injektionslösung ist Apidra® (Sanofi, zugelassen am 27. September 2004).
„Der Austausch der im Humaninsulin in Position B3 vorhandenen Aminosäure Asparagin durch Lysin sowie jener von Lysin in Position B29 durch Glutaminsäure führt bei Insulin glulisin eine schnellere Resorption herbei.“
„Apidra® ist das erste Insulin, das auf Grund seiner Struktur (Salzbrücke zwischen Glutamat B29 und Glycin A1) auf Zink als Stabilisator verzichten kann. Dies dürfte der Hintergrund für eine rasche und konsistente Wirkung sein und bewirkt, dass es bei Patienten unabhängig vom BMI, also sowohl bei schlanken als auch bei übergewichtigen oder adipösen Diabetikern, rasch wirken kann.“
```
Insulin glulisin

          ┌─────────┐
G-I-V-E-Q-C-C-T-S-I-C-S-L-Y-Q-L-E-N-Y-C-N
            │                       ┌─┘
F-V-
K
-Q-H-L-C-G-S-H-L-V-E-A-L-Y-L-V-C-G-E-R-G-F-F-Y-T-P-
E
-T
```

Die Herstellung erfolgt gentechnisch aus rekombinanter DNA in Escherichia coli. Zusatzstoffe sind m-Kresol, Natriumchlorid, Trometamol, Polysorbat 20, Salzsäure 36 %, Natriumhydroxid und Wasser für Injektionszwecke.
Zulassung: Als Pumpeninsulin geeignet. Es darf nur mit humanem NPH-Insulin gemischt werden. „Es liegen keine hinreichenden Erfahrungen zur Anwendung von Apidra bei schwangeren Frauen vor.“ (Packungsbeilage Stand September 2004) „Bei der Anwendung in der Schwangerschaft ist Vorsicht geboten.“ (Europäische Zulassung 2006). Seit Juni 2007 kann Apidra in Österreich frei verschrieben werden und ist gemeinsam mit Humalog und Novorapid in der „grünen Box“ des Erstattungscodex.
Insulin glulisin verfügt im Vergleich zu humanem Normalinsulin über einen schnelleren Wirkungseintritt und eine kürzere Wirkdauer.

##### Insulin glargin
Insulin glargin ist das erste Insulinanalogon mit langer Wirkdauer. In der EU zugelassene Injektionslösungen sind Abasaglar® (Eli Lilly and Company, zugelassen am 9. September 2014), Lantus® (zugelassen am 9. Juni 2000), Semglee® (zugelassen am 23. März 2018) und Toujeo® (zugelassen am 27. Juni 2000, alle drei Sanofi).
Verzögerungsmechanismus
Insulin glargin ist ein Humaninsulin-Analogon mit einer geringen Löslichkeit im neutralen pH-Bereich. Im sauren pH-Bereich der Injektionslösung (pH 4) ist es vollständig löslich. Nach der Injektion in das Subkutangewebe wird die saure Lösung neutralisiert, was zu einer Bildung von Mikropräzipitaten führt, aus denen konstant geringe Mengen von Insulin glargin freigesetzt werden. Beim Menschen wird Insulin glargin im Subkutangewebe an der Carboxygruppe der B-Kette teilweise abgebaut. Dabei entstehen die aktiven Metaboliten 21A-Gly-Insulin und 21A-Gly-des-30B-Thr-Insulin.
An Position A21 ist Asparagin durch Glycin ersetzt und die B-Kette ist durch zwei Arginine verlängert.
```
Insulin glargin

          ┌─────────┐
G-I-V-E-Q-C-C-T-S-I-C-S-L-Y-Q-L-E-N-Y-C-
G

            │                       ┌─┘
F-V-N-Q-H-L-C-G-S-H-L-V-E-A-L-Y-L-V-C-G-E-R-G-F-F-Y-T-P-K-T
-R-R
```

Die Herstellung erfolgt gentechnisch aus rekombinanter DNA in Escherichia coli (K12-Sicherheitsstamm). Zusatzstoffe sind Zinkchlorid, m-Kresol, Glycerol, Salzsäure, Natriumhydroxid,
Polysorbat 20 und Wasser für Injektionszwecke.
Zulassung: „Bei Jugendlichen und Kindern ab 6 Jahren wurden Verträglichkeit und Wirksamkeit von Lantus nachgewiesen.“ „Für Insulin glargin liegen keine klinischen Daten über exponierte Schwangere aus kontrollierten klinischen Studien vor. Die klinischen Daten reichen nicht aus, um ein Risiko auszuschließen. Die Anwendung von Lantus in der Schwangerschaft kann, falls notwendig, in Erwägung gezogen werden.“
Insulin glargin ist eine klare farblose Lösung. Im Gegensatz zu den bisher verfügbaren Verzögerungsinsulinen braucht es vor der Injektion nicht mechanisch vorbereitet zu werden. „Lantus darf nicht mit einem anderen Produkt gemischt werden. Es ist darauf zu achten, dass die Injektionsspritzen keine Spuren eines anderen Materials enthalten.“
Erstattungsregel für Insulin glargin in Österreich seit 1. Juli 2007: Für Patienten mit Diabetes mellitus, wenn mit Insulinen aus dem grünen Bereich allein bzw. in Kombination mit anderen Antidiabetika auf Grund von symptomatischen, wiederkehrenden nächtlichen Hypoglykämien eine ausreichende Therapieeinstellung nicht möglich ist.

##### Insulin detemir
Insulin detemir ist das zweite langwirkende Analogon. In der EU zugelassene Injektionslösung ist Levemir® (Novo Nordisk, zugelassen am 1. Juni 2004).
Das C-terminale Threonin (B30) wurde entfernt und an der ε-Aminofunktion des Lysins an B29 ein Myristinsäure-Molekül kondensiert.
Der pH-Wert des Präparats ist 7,4. „Die verlängerte Wirkung von Insulin detemir wird durch die starke Selbstassoziation von Insulindetemir-Molekülen an der Injektionsstelle und die Albuminbindung über die Fettsäure-Seitenkette vermittelt. Insulin detemir wird im Vergleich zu NPH-Insulin langsamer in das periphere Zielgewebe abgegeben. Die Kombination dieser Verzögerungsmechanismen bewirkt, verglichen mit NPH-Insulin, eine reproduzierbarere Resorption und ein reproduzierbareres Wirkprofil von Insulin detemir.“ „Das Zeit-Wirkprofil von Insulin detemir ist statistisch signifikant weniger variabel und daher vorhersagbarer als das von NPH-Insulin.“
```
Detemir

          ┌─────────┐
G-I-V-E-Q-C-C-T-S-I-C-S-L-Y-Q-L-E-N-Y-C-N
            │                       ┌─┘
F-V-N-Q-H-L-C-G-S-H-L-V-E-A-L-Y-L-V-C-G-E-R-G-F-F-Y-T-P-K
                                                        │
                                                       
HN-CO-C
13
H
27
```

Die Herstellung erfolgt gentechnisch aus rekombinanter DNA in Saccharomyces cerevisiae. Zusatzstoffe sind Mannitol, Phenol, m-Kresol, Zinkacetat, Dinatriumhydrogenphosphat, Natriumchlorid, Salzsäure 2N (pH-Einstellung), Natriumhydroxid 2N (pH-Einstellung), Wasser für Injektionszwecke.
Zulassung: "Bei Kindern und Jugendlichen wurde die Wirksamkeit und Sicherheit von Levemir im Altersbereich
von 6 bis 17 Jahren in Studien von bis zu 6 Monaten gezeigt." Im Dezember 2011 wurde die Zulassung auf Kinder im Alter zwischen 2 und 5 Jahren erweitert.
„Eine Behandlung mit Levemir kann während der Schwangerschaft in Betracht gezogen werden […] .Daten nach Markteinführung […] deuten nicht auf Nebenwirkungen von Insulin detemir auf die Schwangerschaft und nicht auf ein Fehlbildungsrisiko oder eine fetale/neonatale Toxizität von Insulin detemir hin.“
„Levemir kann in Kombination mit … oralen Antidiabetika … oder als Zusatzmedikation zu Liraglutid … angewendet werden. Levemir kann ebenfalls zusammen mit … schnell wirkenden Insulinprodukten angewendet werden.“ „Wenn Levemir mit anderen Insulinpräparaten gemischt wird, verändert sich das Wirkprofil einer oder beider beteiligter Komponenten. Das Mischen von Levemir mit einem schnell wirkenden Insulinanalogon wie Insulinaspart führt zu einem Wirkprofil mit einer geringeren und verzögerten Maximalwirkung, verglichen mit Einzelinjektionen. Deshalb ist das Mischen von schnell wirkendem Insulin mit Levemir zu vermeiden.“

##### Insulin degludec
Insulin degludec ist ein ultralang wirkendes Insulinanalogon. In der EU zugelassene Injektionslösung ist Tresiba® (Novo Nordisk, zugelassen am 21. Januar 2013). Es wird einmal täglich verabreicht und hat eine Wirkdauer von bis zu 40 Stunden (im Vergleich zu 18 bis 26 Stunden bei anderen langwirksamen Insulinen wie Insulin glargin und Insulin detemir).

### Verlängerung der Wirkdauer von Normalinsulin
Für die länger anhaltende Versorgung mit Insulin reicht die Wirkdauer von Normalinsulin nicht aus. Um bei der Insulintherapie mit weniger Injektionen auszukommen, wurde schon früh nach Möglichkeiten gesucht, die Wirkung des Insulins zu verzögern.
Diese Insulinpräparate werden unterschiedlich benannt:
- Verzögerungsinsulin nach ihrer verzögerten Wirkung
- Depotinsulin weil sie länger an der Spritzstelle verweilen
- Basisinsulin wegen der Verwendung zur basalen Insulinversorgung

#### Zink-Insuline
Die Bindung von Insulinmolekülen durch Zink war die erste Methode der Herstellung von Verzögerungsinsulinen; 1934 wurde das erste Zinkinsulin verfügbar. 1945 wurden von Hallas-Møller die Lente-Insuline entwickelt: Das kürzer wirkende Semilente, das sehr lang wirkende Ultralente und eine Mischung aus 30 % Semilente und 70 % Ultralente, Lente genannt.
Es gibt zwei Spielarten von Zinkinsulinen:
kristallines Zinkinsulin, wie Ultratard HM von Novo Nordisk
Wirkung: sehr langsam und lang: Wirkbeginn ca. 180 min, Wirkdauer bis zu 28 Stunden
amorphes Zinkinsulin, wie Monotard HM, Novo Semilente MC, beide von Novo Nordisk
Wirkung: langsam und lang: Wirkbeginn ca. 30–150 min, Höhepunkt bei ca. 6–8 Stunden, Wirkdauer bis zu 24 Stunden, bei Semilente Wirkdauer bis 12 Stunden
Zinkinsuline müssen sehr sorgfältig vorbereitet werden (5 Minuten schwenken und rollen, nicht schütteln) und können nur mit Spritzen injiziert werden, nicht aber mit Pens. Aufgrund dieser Handhabungsprobleme und der oft unregelmäßigen Wirkung haben Zinkinsuline immer mehr an Bedeutung verloren. Anfang 2006 lag der Marktanteil in Deutschland nur noch bei 0,05 %, im Lauf des Jahres 2006 wurden auch die letzten noch verfügbaren Zinkinsuline von Novo Nordisk vom Markt genommen. Mit Ende des Jahres 2006 sind Ultratard und Monotard nicht mehr im österreichischen Erstattungskodex enthalten.

#### NPH-Insulin oder Isophan-Insulin
Bei den NPH-Insulinen (neutrales Protamin Hagedorn = NPH) wird der Verzögerungseffekt durch Bindung der Insulinmoleküle an das basische Protein Protamin erreicht.
Wirkung: mittellang: Wirkbeginn 45–60 Minuten, Höhepunkt bei 4–6 Stunden, Wirkdauer 8–12 Stunden, in höheren Dosierungen bis zu 20 Stunden
Auch NPH-Insuline müssen vor der Injektion gut vorbereitet werden: Durch sorgfältiges Kippen und Schwenken (mindestens 20 Mal, nicht Schütteln) muss der milchig-trübe Bodensatz sauber aufgeschlämmt werden. NPH-Insuline sind mischbar mit Altinsulin. Es gibt auch vorbereitete Mischungen.

#### Surfen-Insulin
Bei diesen Insulinen wurde Surfen als Verzögerungssubstanz verwendet. Sie sind nicht mehr in Gebrauch. Ein Beispiel für ein 2002 noch verfügbares Präparat: Depot Insulin S Hoechst, ein Schweineinsulin.

#### Globin
Dieses Insulin wurde in den USA entwickelt. Als Verzögerungssubstanz wurde neben Zink das Eiweiß des Hämoglobins, das Globin, verwendet. Die Wirkdauer betrug bis zu 24 Stunden. Globininsulin ist nicht mehr verfügbar.

#### Protamin-Zink-Insulin (PZI)
Dies ist ein sehr langsam und sehr lang wirkendes Insulin. Es wurde Ende der 1920er Jahre von Scott und Fisher in Toronto entwickelt. Wirkung: Wirkbeginn 240 min, Wirkdauer 36–72 Stunden. Bis in die 1960er Jahre war PZI stark in Verwendung, verlor aber an Bedeutung. Es gibt zurzeit (2012) nur noch ein Präparat: Hypurin Bovine Protamine Zinc (FA Wockhardt/GB).

### Mischinsuline
Für die Konventionelle Insulintherapie werden vorgefertigte Mischungen aus kurz- und langwirkenden Insulinen verwendet.

## Anwendung von Injektionslösungen

### Kennzeichnung
Es gibt eine Empfehlung der International Diabetes Federation (IDF) zur problemlosen Unterscheidung von Insulinen.
Dazu werden die Insulinverpackungen und -ampullen mit Farben gekennzeichnet.

### Wirkung
Die folgende Tabelle gibt einen Überblick über die Pharmakokinetik einiger Insulinpräparate.
| Insulintyp                     | Präparat           | Wirkbeginn (min) | Wirkgipfel (min) | Wirkdauer (min) | Quellen                                                                                     |
| ------------------------------ | ------------------ | ---------------- | ---------------- | --------------- | ------------------------------------------------------------------------------------------- |
| schnellwirksames Analoginsulin | Lispro = Humalog   | 15               | 60               | 120–300         | Karow/Roth-Lang: Allgemeine und Spezielle Pharmakologie und Toxikologie                     |
| schnellwirksames Analoginsulin | Aspart = NovoRapid | 10               | 40–50            | 180–300         | Produktinformation der Europäischen Arzneimittelagentur zu NovoRapid                        |
| schnellwirksames Analoginsulin | Glulisin = Apidra  | 10–20            | 60               | 105–300         | Produktinformation der Europäischen Arzneimittelagentur zu Apidra; EPAR und Fachinformation |

### Lagerung und Transport von Injektionslösungen
Insulin im Gebrauch
Angebrochene Insulinfläschchen oder Penampullen sollten bei Zimmertemperatur gelagert werden. Sie sind dann bis zu 4 Wochen verwendbar.
Insulinvorrat
Der Vorrat an Insulin, der nicht unmittelbar verwendet wird, sollte im Kühlschrank bei 2 bis 8 Grad gelagert werden.
Die Haltbarkeit bei dieser Lagerung ist bis zum auf der Packung angegebenen Datum gegeben.
Insulin wird unbrauchbar, wenn es gefriert.
Auch wieder aufgetautes Insulin hat seine Wirkung verloren. Das muss nicht unbedingt sichtbar erkennbar sein.
Auch das Insulin im Pen ist gefährdet, z. B. wenn er im Winter nicht nahe genug am Körper getragen wird.
Auf Flugreisen sollte Insulin unbedingt im Handgepäck transportiert werden, da im Frachtraum sehr tiefe Temperaturen herrschen können.
Der verwendete Kühlschrank sollte gut einstellbar sein, optimal ist das Gemüsefach.
Auch vorübergehendes Herunterregeln des Kühlschranks, z. B. zum Kühlen größerer Getränkemengen für Partys, hat schon zum Unbrauchbarwerden des Insulins geführt.
Insulin wird unwirksam durch Hitze
Bei extremer Hitzeexposition kann der Verderb durch Trübung sichtbar werden. Man darf sich jedoch nicht darauf verlassen, dass man verdorbenes Insulin immer erkennt.
Auch das angebrochene Insulin kann vor Ablauf der normalen 4-Wochen-Frist unwirksam werden, wenn es längere Zeit Temperaturen über der üblichen Zimmertemperatur ausgesetzt wird.
Im heißen Auto wird Insulin nach kurzer Zeit unwirksam.
Für die Verwendung in Insulinpumpen, wo das Insulin nahe der Körpertemperatur ist, wird üblicherweise eine Haltbarkeit von 3 Tagen angegeben.
Auch das Insulin im Pen ist vor extremer Hitzeeinwirkung zu schützen.
Für den Transport auf Reisen gibt es verschiedene Kühltaschen.

### Verabreichung

#### Dosierung
Insulinpräparate sind in verschiedenen konzentrierten Lösungen verfügbar. Um einen Vergleich oder einen Wechsel der verschiedenen Präparate zu ermöglichen, verwendet man beim Insulin die Internationale Einheit (IE). Die blutzuckersenkende Wirkung einer Einheit eines Insulinpräparates sollte dieselbe sein wie die einer IE eines anderen Präparates.

#### Subkutan, intravenös
Insulin sollte subkutan und kann intravenös (i. v.) gespritzt werden. Bei der subkutan-Gabe ist unbedingt auf die Stimmigkeit der Korrekturfaktoren mit Insulin (siehe Insulintherapie) zu achten. Es kann prinzipiell auch intramuskulär gespritzt werden, doch gilt dies als Kunstfehler, da es zu Muskelschädigungen kommen kann. Die drei Verabreichungsarten haben unterschiedliche Wirkeintritte. Die Standardaussagen über die Wirkung des (Alt-)Insulins gehen immer von der subkutanen Verabreichung aus. Die intramuskuläre Verabreichung bringt meist eine Wirkungsbeschleunigung von 30 % bis 50 %. Wenn in noch nicht regenerierte, vernarbte Muskelareale gespritzt wird, kann die Wirkung ausbleiben.
Intravenös darf Insulin nur mit äußerster Vorsicht gespritzt werden (oder durch Infusor oder Pumpe, die Kleinstmengen abgibt), weil ein unmittelbarer Wirkungseintritt erfolgt. Der Blutzuckerspiegel beginnt schnell zu sinken. Ein schnelles Absinken führt jedoch ebenso wie ein zu hoher Blutzucker zu Zellschädigungen. Deshalb wird Insulin intravenös nur im Notfall und auch nur in geringen Dosen verabreicht.
Um bei hohen Hyperglykämien Ablagerungen an den Arterien (Spätschäden) zu vermeiden, kann anstelle von subkutaner Insulininjektion eine wesentliche Beschleunigung der Insulinwirkung durch die intravenöse Insulinabgabe erreicht werden. Ein weiterer Vorteil der intravenösen Insulinabgabe ist, dass hier die vollständige Wirkung bereits nach 50 Minuten abgeschlossen ist. Da keine Insulinwirkung im Fettgewebe absorbiert wird, genügen bei intravenöser Abgabe geringe Dosen (max. 5 – 7 IE).
Der Gefahr von Hypoglykämien als Folge der raschen Insulinwirkung ist durch vorzeitige Bereitstellung von flüssiger oder gelförmiger Dextrose vorzubeugen. Allerdings sind die Hypoglykämien aufgrund der geringen verabreichten Dosen mit wenig Kohlenhydraten zu regulieren. Personen, die wenig sensibel auf eigene Hypoglykämien reagieren, sollten die i.v. Insulinierung nur unter ärztlicher Beobachtung und nie ohne geschulte Sicherungsperson durchführen.
Die intravenöse Insulinierung kann mit üblichen Insulinspritzen durchgeführt werden. Nach Abgabe des Insulins spürt der Patient kurz einen „faulen“ Geschmack an der Zungenspitze, welcher auf den Konservierungsstoff im Insulin zurückzuführen ist.

## Inhalationspräparate
Einen – nach Ansicht der Hersteller – großen Fortschritt stellt die inhalative Gabe von Insulin dar: bisher lagen die Schwierigkeiten vor allem in der schlecht steuerbaren und daher variierenden Resorption des Insulins am Lungengewebe. Voraussetzung für eine konstante Aufnahme ist unter anderem eine definierte Körnchengröße des Wirkstoffs. Eine der technischen Schwierigkeiten liegt darin, dass herkömmliche Inhaler (Apparate, die auf Druck eine definierte Menge eines Arzneimittels in den Atemtrakt abgeben) für eine derartige Applikation von Insulin nicht geeignet sind.
Vorteile der inhalativen Anwendung sollen vor allem die bessere Akzeptanz beim Patienten sein. Bei Diabetes-Typ-1-Patienten ist dennoch eine Gabe von Langzeitinsulin erforderlich, d. h. das Spritzen von Insulin entfällt nicht vollständig. Ein weiterer theoretischer Vorteil wäre die reduzierte Rate an Spätkomplikationen des Diabetes, wenn dieser durch eine frühere Umstellung auf Insulin besser eingestellt wäre.
Ein Nachteil der inhalativen Anwendung allerdings ist, dass eine 10-fach höhere Menge von Insulin zugeführt werden muss, damit eine vergleichbare Wirkung erzielt wird. Weitere Nachteile der inhalativen Verabreichung von Insulin sind die noch nicht ausreichend erforschten Auswirkungen auf Lunge und Atemwege. Da Insulin auch ein Wachstumshormon ist, besteht die Gefahr von Lungenkrebs. Kritische Stimmen befürchten Ablagerungen an der Lunge, welche im Endstadium nach mehrjähriger Anwendung eventuell zu Lungenembolien führen könnten. Weitere Nachteile sind die schlechtere Dosierbarkeit und der unhandliche und teure Inhalator.

### Exubera
Exubera® war ein inhalatives Humaninsulin der Firma Pfizer, es wurde im Januar 2006 von der EU-Kommission zugelassen. Wenige Tage später folgte die amerikanische Zulassung durch die FDA. Am 18. Oktober 2007 erklärte die Firma Pfizer, dass sie Exubera wieder vom Markt nehmen werde. Nach Angaben von Pfizer würden zu wenig Patienten Exubera nutzen, so dass das Präparat unwirtschaftlich wurde.
Die Herstellung erfolgt gentechnisch aus rekombinanter DNA in Escherichia coli. Zusatzstoffe sind Mannitol, Glycin, Natriumcitrat, Natriumhydroxid.
Anwendung: Das weiße Pulver wird in Blisterpackungen zu 1 mg und 3 mg angeboten und darf nur mit dem zugehörigen Inhalator angewendet werden.
Eine 1-mg-Blisterpackung inhalatives Insulin entspricht 3 IE an subkutan injiziertem, schnell wirkendem Humaninsulin. Eine 3-mg-Blisterpackung inhalatives Insulin entspricht 8 IE an subkutan injiziertem, schnell wirkendem Humaninsulin.
Zulassung: „Es gibt keine klinischen Erfahrungen mit Exubera bei schwangeren Frauen. Durch inhalatives Insulin kommt es häufig zur Bildung von Insulin-Antikörpern, deren Risiko für das ungeborene Kind unbekannt ist. Daher darf Exubera nicht während einer Schwangerschaft angewendet werden.“

### AIR von Lilly
Auch Lilly hatte gemeinsam mit Alkermes ein pulverförmiges Insulinpräparat namens AIR in Entwicklung.
Am 7. März 2008 wurde verlautbart, dass die Entwicklung, die bereits Phase III-Studien erreicht hatte, eingestellt wird.
Es wurde dabei betont, dass es keine medizinischen Gründe waren, sondern vor allem kommerzielle Überlegungen.

### AER von Novo Nordisk
Novo Nordisk hatte das flüssige Inhalativinsulin AERx® in Prüfung, die Entwicklung wurde Anfang 2008 eingestellt.

### Weitere Inhalativinsuline
Eine weitere Entwicklung sind die Technospheres von Mannkind unter dem Namen AFREZZA®.

## Insulinpräparate zur oralen Einnahme
Insulin als reine Substanz ist oral gegeben unwirksam. Das erste Problem ist der niedrige pH-Wert im Magen, durch den die Proteine denaturiert werden. Dann werden sie noch von Verdauungsenzymen abgebaut, sodass nur sehr wenige Insulinmoleküle im Blut ihre Wirkung entfalten können.
Für die erfolgreiche Entwicklung eines oralen Insulinpräparats ist daher ein „Trägersystem“ notwendig: Es muss die Insulinmoleküle vor der Verdauung bewahren und gleichzeitig ermöglichen, dass das Insulin durch die Darmwand in den Blutkreislauf gelangen kann.
In Taiwan ist im Jahr 2006 ein flüssiges Versuchspräparat, in dem Rinderinsulin in knapp 200 nm große Nanopartikel aus Chitosan und γ-PGA eingeschlossen wurde, erfolgreich an Ratten angewendet worden.

## Insulin-Kontroversen

### Verträglichkeit
Über die Verträglichkeit von Insulinpräparaten bestehen verschiedene Kontroversen. Diese betreffen insbesondere die Verträglichkeit von tierischen Produkten, Allergien auf Inhaltsstoffen der Produkte und die Gefahr von diabetischen Retinopathien und Krebsentstehung oder Krebs-Wachstumsförderung besonders im Hinblick auf Insulin-Analoga.
Kontrovers wird die Frage diskutiert, ob die Anwendung von Insulin Glargin das Wachstum von Krebszellen fördern könne. Eine sehr umfangreiche in Deutschland durchgeführte Studie kam im Jahr 2009 zu dem Ergebnis, die Anwendung von Insulin Glargin erhöhe wahrscheinlich das Krebsrisiko im Vergleich zu Patienten, die mit Humaninsulin behandelt würden. Die Autoren räumten jedoch ein, dass diese Frage auch aufgrund der ihnen zur Verfügung stehenden Unterlagen nicht abschließend zu beurteilen sei; weitere Langzeitstudien seien hierzu erforderlich. Eine zur gleichen Zeit veröffentlichte Studie, die in Schottland durchgeführt worden war, konnte kein erhöhtes Krebsrisiko bei den mit Insulin Glargin behandelten Diabetikern feststellen, das auf die Anwendung von Insulin Glargin zurückzuführen wäre.

### Wirtschaftlichkeit
Im deutschen Gesundheitswesen wird diskutiert, ob den deutlich höheren Kosten der Analoginsuline auch ein höherer Nutzen gegenübersteht. Der Gemeinsame Bundesausschuss (G-BA) hatte in diesem Rahmen das Institut für Qualität und Wirtschaftlichkeit im Gesundheitswesen mit der Überprüfung beauftragt. Dieses konnte unter anderem bei der Anwendung von kurzwirksamen Analoga bei Typ-I-Diabetes und Typ-II-Diabetes, bei inhalativen Insulinpräparaten sowie bei der Anwendung langwirksamer Präparate bei Typ-II-Diabetes keine deutlichen Vorteile zeigen. Diese Berichte riefen Kritik und Proteste bei der pharmazeutischen Industrie, Patientenorganisationen und Fachgesellschaften hervor. Das Bundesministerium für Gesundheit (BMG) hat sich im Juni 2010 in der Auseinandersetzung um den Ausschluss langwirksamer Insulinanaloga aus der Erstattung hinter die Mehrwertverträge gestellt, die der Lantus-Hersteller Sanofi-Aventis mittlerweile mit mehreren Kassen geschlossen hat. Damit wurde auch die Auffassung des Gemeinsamen Bundesausschusses zurückgewiesen, wonach eine Kasse keine anderen Maßstäbe für die Beurteilung der Wirtschaftlichkeit anlegen darf als der G-BA.
Auch Novo Nordisk hat für sein Produkt Levemir entsprechende Verträge mit Krankenkassen geschlossen.
Mit Wirkung von 15. Juli 2010 (im Bundesanzeiger am 14. Juli 2010 veröffentlicht) dürfen Insulin Glargin (Lantus®, Sanofi-Aventis) und Detemir (Levemir®, Novo Nordisk) bei Typ-II-Diabetes nur noch zu Lasten der Kassen verordnet werden, wenn keine Mehrkosten im Vergleich zu Humaninsulin entstehen.

### Wirksamkeit
Das Gutachten für die Verwendung von kurzwirksamen Insulin-Analoga in der Behandlung von Typ-1-Diabetikern, das negativ für die Analoga ausfiel, wurde vom BMG beanstandet. Der Nutzen von kurzwirksamen Insulinanaloga bei Kindern und Jugendlichen wird zurzeit in einem Folgeauftrag geprüft.